# Геттенсгаузен
Геттенсгаузен (нім. Hettenshausen) — громада в Німеччині, розташована в землі Баварія. Підпорядковується адміністративному округу Верхня Баварія. Входить до складу району Пфаффенгофен. Складова частина об'єднання громад Ільммюнстер.
Площа — 18,59 км2. Населення становить 2143 ос. (станом на 31 грудня 2020).